# Tanzanit
Tanzanit là một khoáng vật silicat đảo kép, là một biến thể màu tím/lam của khoáng vật zoisit, được phát hiện ở vùng đồi Meralani (Merelani) miền Bắc Tanzania năm 1967, gần thành phố Arusha.  Tanzanit ở trạng thái tự nhiên luôn có màu nâu đỏ, khi xử lý nhiệt ở 600 °C nó đổi thành màu tím lam.. Khoáng vật này là một loại đá quý hiếm..